# Kościół św. Jadwigi Królowej w Krakowie (ul. Łokietka)
Kościół św. Jadwigi Królowej – rzymskokatolicki kościół parafialny, znajdujący się w Krakowie, w dzielnicy IV Prądnik Biały przy ul. Władysława Łokietka 60.

## Historia
Zanim powstał kościół w obecnym wyglądzie, pierwsze nabożeństwa odbywały się kilkaset metrów dalej, w prowizorycznej kaplicy i punkcie katechetycznym przy ul. Pod Fortem. Niedzielne msze najczęściej odbywały się pod gołym niebem, gdyż mała kaplica nie była w stanie pomieścić wszystkich mieszkańców nowo powstającego osiedla XXX-lecia PRL (obecnie Krowodrza Górka) oraz części Azorów.
Zezwolenie na budowę kościoła zostało wydane 27 listopada 1977 r., a lokalizacja 25 maja 1978. W roku 1979 zatwierdzono projekt architektoniczny i rozpoczęto budowę.
17 maja 1983 r. ksiądz kardynał Franciszek Macharski poświęcił dolny kościół, w którym od tej pory odbywały się nabożeństwa aż do zakończenia budowy. Wybudowany kościół poświęcił ksiądz kardynał Franciszek Macharski 17 listopada 1988 r. Konsekracja kościoła nastąpiła 10 czerwca 1990 roku.
8 czerwca 1997 r. podczas swojej szóstej pielgrzymki do ojczyzny Jan Paweł II kanonizował błogosławioną Jadwigę Królową Polski, a w dniu następnym w godzinach południowych złożył wizytę w kościele. Na pamiątkę tego wydarzenia wybudowano kapliczkę przy ul. Krowoderskich Zuchów.

## Architektura
Kościół został zbudowany na planie krzyża greckiego. Został zaprojektowany przez Romualda Loeglera i Jacka Czekaja. Jego masywna, modernistyczna bryła dobrze wtapia się w osiedlowy krajobraz. Ołtarz wykonany w formie sarkofagu zawiera relikwie patronki kościoła przekazane przez papieża Jana Pawła II. W prezbiterium kościoła, na stalowym krzyżu, znajduje replika Chrystusa ukrzyżowanego z katedry wawelskiej oraz wielki odlew – pomnik modlącej się Jadwigi Królowej.

## Upamiętnienie
24 maja 2013, w ramach akcji „Katyń... pamiętamy” / „Katyń... Ocalić od zapomnienia”, przy kościele św. Jadwigi Królowie został zasadzone cztery Dęby Pamięci honorujące ofiary zbrodni katyńskiej; upamiętnieni zostali: Zygmunt Ertel, Franciszek Gan, Feliks Zaboklicki, Henryk Zarybnicki.
W podziemiach kościoła mieści się Panteon Narodowy Żołnierzy Armii Krajowej Polskich Kresów Wschodnich, gdzie znajduje się m.in. tablica poświęcona twórcy i pierwszemu dowódcy 27 Wołyńskiej Dywizji Piechoty AK gen. Janowi W. Kiwerskiemu. Kościół św. Jadwigi Królowej jest kościołem patronalno-garnizonowym żołnierzy AK Polskich Kresów Wschodnich.
Przed głównym wejściem do kościoła ustawiono krzyż, który był elementem ołtarza papieskiego na Błoniach podczas pierwszej pielgrzymki Jana Pawła II do Polski. W pobliżu krzyża 19 lipca 1992 roku odsłonięto Kamień Wiary i Niepodległości, którego duży fragment stanowi kamień – fragment pierwszego pomnika Grunwaldzkiego z pl. Matejki w Krakowie.